# ريان غرانت
ريان غرانت (بالإنجليزية: Ryan Grant)‏ (و. 1990  م) هو لاعب كرة قدم أمريكية، من الولايات المتحدة، ولد في بومونت، تكساس، يلعب كمستقبل واسع ‏.

## التعليم
تعلم في West Brook High School ‏.

## روابط خارجية
- ريان غرانت على موقع مرجع كرة القدم المحترفة.كوم (الإنجليزية)
- ريان غرانت على موقع كلية كرة القدم في سبورتس رفرنس.كوم (الإنجليزية)